# 中华人民共和国第十届少数民族传统体育运动会
中华人民共和国第十届少数民族传统体育运动会由国家民委和国家体育总局主办、内蒙古自治区人民政府承办，于2015年在内蒙古自治区鄂尔多斯市举行。本届运动会在集体竞赛项目和表演项目中按一定比例允许汉族运动员参赛，首次实现中国56个民族大聚齐。

## 象征

### 会徽
会徽“腾飞”以飞奔的骏马形象为造型，体现了蒙古族男儿三艺骑马、射箭和摔跤内涵，突出了本届运动会的届次和举办地特色。

### 吉祥物
吉祥物“阿吉内”是拟人化的小白马卡通形象。“阿吉内”是蒙古语，汉语意思是骏马。白马代表着纯洁、神圣、好运与吉祥，在蒙古族人民心目中有着极高的地位。在蒙古族传统体育盛会那达慕比赛中，跑的最快、最有耐力、能赢得最终胜利的马被称为“阿吉内”。吉祥物“阿吉内”身着艳丽的传统摔跤服饰，时尚新颖，憨态可掬，喜迎八方宾客相聚内蒙古大草原，共襄民族体育盛会。

### 口号
相聚内蒙古、共圆中国梦

### 主题曲
主题歌《欢聚草原》是著名词作家克明和作曲家乌兰托嘎联袂为本届运动会量身打造的一首歌曲。

## 比赛项目
第十届全国少数民族传统体育运动会竞赛项目17项，分别为：独竹漂、珍珠球、押加、少数民族武术、陀螺、民族式摔跤、射弩、秋千、花炮、木球、民族健身操、马术、龙舟、毽球、高脚竞速、蹴球、板鞋竞速。
表演项目178项，分技巧类、竞技类、综合类三大类别，其中室内表演项目设在鄂尔多斯市体育中心体育馆、室外表演项目设在鄂尔多斯市体育中心室外训练场、水上表演项目设在康巴什新区乌兰木伦景观湖、赛马类项目设在伊金霍洛旗赛马场。